# مایکل لویمبولا
مایکل لویمبولا (انگلیسی: Michael Luyambula؛ زادهٔ ۸ ژوئن ۱۹۹۹) بازیکن فوتبال است.
از باشگاه‌هایی که در آن بازی کرده‌است می‌توان به باشگاه فوتبال کراولی تاون اشاره کرد.